# Гофман, Илья Леонидович
Илья́ Леони́дович Го́фман (род. 6 сентября 1977, Москва) — российский альтист и композитор. Преподаватель Школы имени Гнесиных.

## Биография
Илья Гофман родился в семье российского композитора, представителя нововенской музыкальной школы Леонида Гофмана, ученика Ф. Гершковича, который, в свою очередь, учился у А. Берга и А. Веберна. С пяти лет занимался игрой на скрипке и альте, а также изучением композиции под руководством отца. В девятилетнем возрасте начал писать музыку.
Учился в МССМШ им. Гнесиных в классе профессора Е. Озол. Закончил Московскую консерваторию, затем аспирантуру под руководством Юрия Башмета. Уже со второго курса консерватории Гофман пишет музыкальные произведения, которые с успехом исполняются на ведущих сценах концертных залов Москвы и удостаиваются премий международных фестивалей.
Помимо музыкальных талантов проявлял и математические способности: к 20 годам опубликовал несколько статей по комбинаторной геометрии в зарубежных научных журналах, в том числе, в авторитетном Mathematical Reviews.
Увлечение математикой и компьютерным программированием привело к тому, что в 1998 году молодой альтист оказался на скамье подсудимых по обвинению в хакерстве.

## Семья
Отец: российский композитор Леонид Гофман.
Дядя: американский математик Александр Сойфер.
Дед по отцовской линии: советский инженер аэрокосмических аппаратов и систем Давид Гофман.

## Творчество
В качестве исполнителя и композитора Илья Гофман участвовал в таких фестивалях, как «Московская осень», «Фестиваль памяти Олега Кагана», «Возвращение», «1700-летие христианства в Армении», фестиваль Арнольда Шёнберга, «Всемирный альтовый конгресс» (Германия), The Plush-fest (Англия), фестиваль «Моцартиана» (Россия), Emilia Romagna Festival (Италия), «Музыкальная осень в Ниме» (Франция) и т. д.
В его исполнении впервые прозвучали сочинения Валентина Сильвестрова («Лакримоза» для альта соло) и Леонида Гофмана (Четыре поэмы для сопрано, альта и фортепиано, Фантазия для альта и камерного оркестра, «Эпитафия» для альта и струнного оркестра).
Илья Гофман так же инициировал и организовал ряд знаменательных культурных событий, среди которых: мемориальный концерт памяти жертв террористических актов 11 сентября, который прошёл в рамках фестиваля «Вечера американской музыки» при поддержке Московской консерватории и посольства США; концерт, посвященный 50-летию со дня смерти Арнольда Шёнберга; Антреприза молодых музыкантов «KAMMERKONZERT»; концерт, посвящённый юбилею Антонина Дворжака при поддержке Московской консерватории и посольства Чехии; всероссийский мастер-класс Юрия Башмета и др.
Часто выступает в дуэте с пианистом Сергеем Кудряковым.

## Награды
- лауреат IV Международного конкурса альтистов Юрия Башмета (Россия, 2000)
- обладатель специального приза Международного конкурса альтистов Л. Тертиса (Англия, 2003)
- победитель Международного конкурса камерной музыки Гаэтано Дзинетти (Италия, 2004)
- лауреат премии Федерации еврейских общин России «Золотая Ханукия» (Россия, 2004)
- обладатель премии Фонда Георга Шолти (Англия, 2005)
- победитель Международного музыкального конкурса в Вене (Австрия, 2005)

## Дискография
- CD «Azzurra Musica» (Италия, 2004) с произведениями Шуберта, Шумана и Шостаковича, исполненными вместе с пианистом Сергеем Кудряковым;
- SACD «Fantasiestücke. Ilya Hoffman & Sergey Koudriakov» из серии «Caro Mitis», издан фирмой «Музыка Массам»[3] (2006);
- «Диалоги и посвящения» композитора В. Сильвестрова (2CD, с пианистом Алексеем Любимовым), издан «SoLyd Records» (2006)